# Porta Media

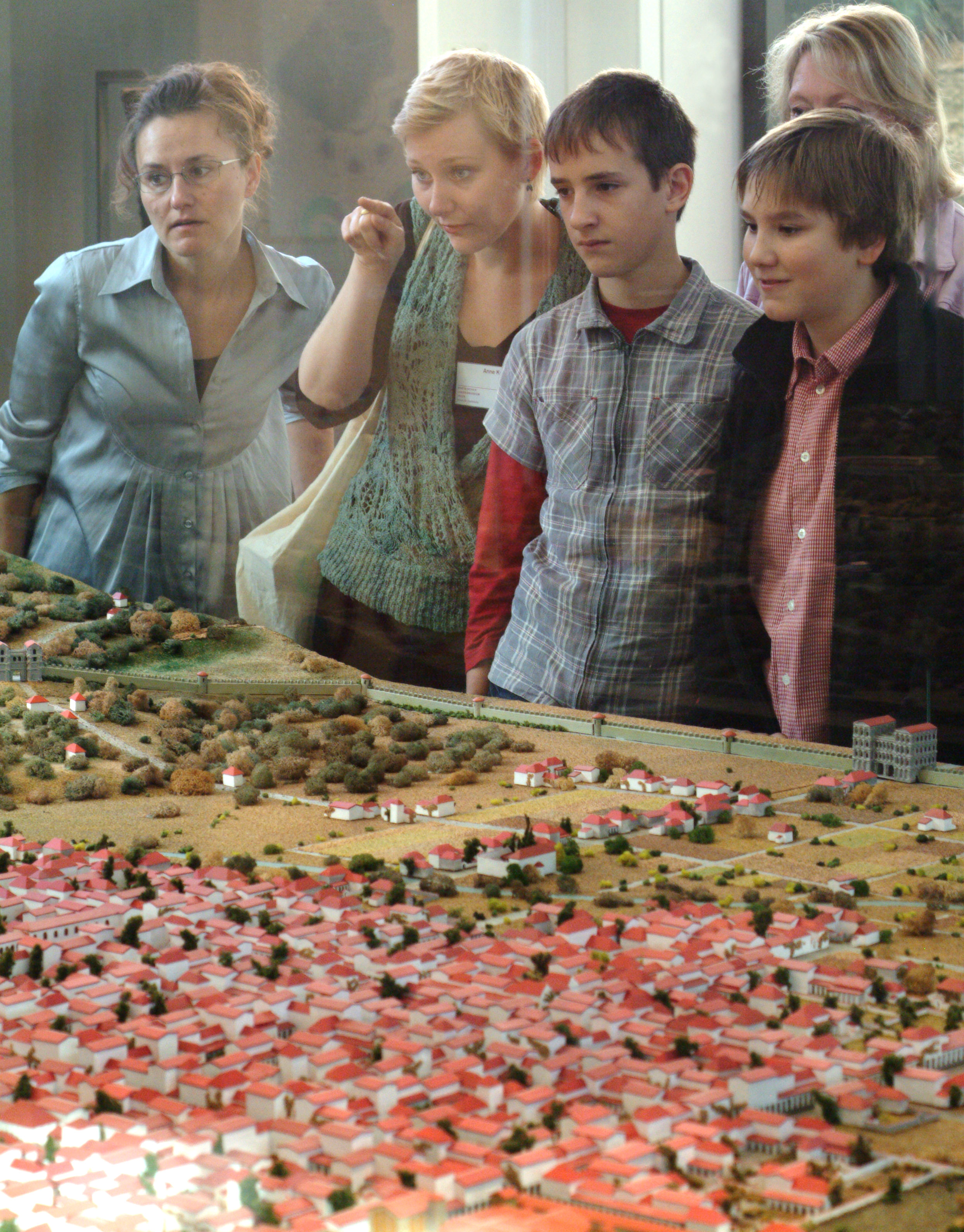
Porta Media im Stadtmodell des römischen Trier (Rheinisches Landesmuseum Trier)

Die Porta Media  (auch Porta Mediana) war das südliche Stadttor des Römischen Triers. Sie stand am südlichen Ende der heutigen Saarstraße im Stadtteil Trier-Süd. Der lateinische Name bedeutet „Mittleres Tor“.
Das Stadttor entstand im späten 2. Jahrhundert n. Chr. im Rahmen der Stadtbefestigung von Trier. Die Porta Media entsprach in Größe und Bauweise der Porta Nigra, saß allerdings auf einem rechteckigen Fundament.
Die Porta Media sperrte den zum Forum führenden cardo maximus der Stadt, der außerhalb der Stadt als Fernstraße nach Metz (Divodurum) führte. Als die Stadtmauer erbaut wurde, hatte sich bereits westlich des Tores an der Mosel am heutigen Pacelliufer ein Töpferviertel etabliert, das nun von der Stadtmauer durchschnitten wurde. Es produzierte aber im 3. Jahrhundert beiderseits der Mauer weiter. Vor dem Tor entwickelte sich ein Gräberfeld, aus dem allein zwischen 1890 und 1920 mehr als 2000 Grabinventare an das Rheinische Landesmuseum gelangten. In der Spätantike entstand in dieser Nekropole ein frühchristliches Heiligtum, aus dem die Benediktinerabtei St. Matthias hervorging.
Von dem Stadttor ist heute nichts mehr erhalten; ihre Existenz ist jedoch wie die der Porta Alba und der Porta Inclyta durch Fundamentreste nachgewiesen.